# Powiat Zduńskowolski
Der Powiat Zduńskowolski ist ein Powiat (Kreis) in der polnischen Woiwodschaft Łódź. Der Powiat hat eine Fläche von 369,19 km² mit 67.500 Einwohnern. 

## Gemeinden
Der Powiat umfasst vier Gemeinden, davon die Stadtgemeinde, eine Stadt-und-Land-Gemeinde und zwei Landgemeinden.

### Stadtgemeinde
- Zduńska Wola

### Stadt-und-Land-Gemeinde
- Szadek

### Landgemeinden
- Zapolice
- Zduńska Wol